# Wildnis wider Willen
Wildnis wider Willen (Originaltitel: Dude, You’re Screwed) ist eine seit 2013 vom US-amerikanischen Discovery Channel produzierte Realityshow.

## Konzept
Befreundete Survival-Profis kidnappen sich gegenseitig und werden in der Wildnis ausgesetzt. Ziel ist es, in 100 Stunden zurück zur Zivilisation zu finden. Dem Entführten werden von den anderen Teilnehmern diverse Gegenstände zur Verfügung gestellt, welche teils hilfreich (Messer), teils völlig nutzlos (Clownschuhe) sein können.
Die Aufgabe gilt als verloren wenn der Teilnehmer:
- in 100 Stunden keine Zivilisation gefunden hat
- eine Körpertemperatur von 35,8 °C unterschreitet
- eine Körpertemperatur von 40,2 °C überschreitet
- gerettet werden muss

| Teilnehmer           | Beschreibung             | Staffel        |
| -------------------- | ------------------------ | -------------- |
| John Hudson          | Royal Air Force          | seit Staffel 1 |
| Matt Graham          | Primitive-Skills-Experte | seit Staffel 1 |
| Terry Schappert      | Green Beret              | seit Staffel 1 |
| Jake Zweig           | (Ex-)Navy SEAL           | seit Staffel 1 |
| Tom „Tomahawk“ Moore | Army Scout               | Staffel 1      |
| Chris Swanda         | Survivaltrainer          | Staffel 2      |
| Casey Anderson       | Raubtierexperte          | Staffel 2      |
| Tim Smith            | Survivaltrainer          | Staffel 2      |

## Ausstrahlung
Dude, You’re Screwed lief bisher in zwei Staffeln und 15 Episoden zwischen dem 29. Dezember 2013 und dem 17. Dezember 2014 auf Discovery Channel. Im deutschsprachigen Fernsehen hatte die Serie im April 2014 auf DMAX Premiere.

## Episoden
Die Nummer der Episode bezieht sich auf die deutschsprachige Erstausstrahlung.
| Staffel / Episode | Deutscher Titel                 | Originaltitel      | Erstausstrahlung USA | Deutschsprachige Erstausstrahlung (D) | Kandidat        | gewonnen / verloren |
| ----------------- | ------------------------------- | ------------------ | -------------------- | ------------------------------------- | --------------- | ------------------- |
| 1 / 1             | Gefährliches Alaska             | Conquering Alaska  | 29. Dez. 2013        | 13. Apr. 2014                         | John Hudson     | gewonnen            |
| 1 / 2             | Grüne Hölle                     | Green Hell         | 22. Dez. 2013        | 20. Apr. 2014                         | Matt Graham     | gewonnen            |
| 1 / 3             | Gnadenlose Strömung             | Embrace The Suck   | 15. Dez. 2013        | 27. Apr. 2014                         | Terry Schappert | gewonnen            |
| 1 / 4             | Speiende Vulkane                | Volcano Nightmare  | 8. Dez.2013          | 4. Mai 2014                           | Jake Zweig      | gewonnen            |
| 1 / 5             | Erbarmungslose Anden            | Dead Man Walking   | 5. Jan. 2014         | 11. Mai 2014                          | Tom Moore       | verloren            |
| 1 / 6             | Klirrend kalte Eislandschaft    | Arctic Disaster    | 12. Jan.2014         | 18. Mai 2014                          | Matt Graham     | gewonnen            |
| 1 / 7             | Tödliches Inferno               | Deadly Inferno     | 19. Jan. 2014        | 25. Mai 2014                          | John Hudson     | gewonnen            |
| 2 / 1             | Wüste Zeiten in Namibia         | Epic Fail          | 29. Okt. 2014        | 15. Mai 2015                          | Jake Zweig      | verloren            |
| 2 / 2             | Hinterhalt in Tansania          | African Ambush     | 5. Nov. 2014         | 22. Mai 2015                          | Matt Graham     | gewonnen            |
| 2 / 3             | Ausgesetzt im Bärenland         | Death Row          | 19. Nov. 2014        | 29. Mai 2015                          | Chris Swanda    | gewonnen            |
| 2 / 4             | Das Hunger Spiel                | The Hunger Game    | 26. Nov. 2014        | 5. Juni 2015                          | Casey Anderson  | gewonnen            |
| 2 / 5             | Schlaflos in Norwegen           | No-Sleep Nightmare | 17. Dez. 2014        | 12. Juni 2015                         | Tim Smith       | verloren            |
| 2 / 6             | Den letzten überleben die Hunde | Pain In The Neck   | 3. Dez. 2014         | 19. Juni 2015                         | Terry Schappert | gewonnen            |
| 2 / 7             | Ein Opfer für die Maya          | Mayan Sacrifice    | 12. Nov. 2014        | 26. Juni 2015                         | John Hudson     | gewonnen            |
| 2 / 8             | Insel des Todes                 | Island Of Death    | 10. Dez. 2014        | 3. Juli 2015                          | Jake Zweig      | gewonnen            |